# Odontomera liturata
Odontomera liturata är en tvåvingeart som beskrevs av Robineau-desvoidy 1830. Odontomera liturata ingår i släktet Odontomera och familjen Richardiidae. Inga underarter finns listade i Catalogue of Life.